# Carl zu Castell-Castell (Offizier, 1897)
Carl Friedrich Fürst zu Castell-Castell (* 8. Mai 1897 in Castell; † 10. Mai 1945 bei Caslau, Tschechoslowakei) war von 1923 bis 1945 das Oberhaupt der Familie Castell-Castell.

## Leben
Carl war der Sohn des Fürsten Friedrich Carl zu Castell-Castell (1864–1923) und der Gräfin Gertrud zu Stolberg-Wernigerode (* 5. Januar 1872; † 29. August 1924). Er hatte sieben Geschwister: Antonie (* 1896; † 1971), Constantin Friedrich (* 1898; † 1966), Margarethe (* 1899; †  1969), Wilhelm Friedrich (* 1901; † 1968), Georg Friedrich (* 1904; † 1956), Emma (* 1907; † 2004) und Renata (* 1910;  † 1934). Carl zu Castell-Castell war ein Unternehmer, Grundbesitzer, Bankinhaber und Soldat. Nach dem Tod seines Vaters wurde er Chef des Hauses Castell-Castell.
Carl Fürst zu Castell-Castell trat zum 1. Mai 1933 in die NSDAP ein (Mitgliedsnummer 3.417.319) und stieg 1935 zum Reiterführer der SA-Gruppe Franken auf. Sein letzter militärischer Dienstrang war als aktiver Regimentskommandeur Oberstleutnant. Da die Doppelmitgliedschaft in NSDAP und Johanniterorden seit Februar 1938 untersagt war, trat er als damaliger Oberleutnant d. R. weisungsgemäß im April 1939 aus dieser Kongregation wieder aus. Dies betraf etwa zehn Prozent der Ordensmitglieder. Rechtsritter wurde Carl zu Castell-Castell 1937, den Eintritt in die Bayrische Genossenschaft des Johanniterordens vollzog er als Ehrenritter 1928.

## Ehe und Nachkommen
Carl zu Castell-Castell heiratete am 12. September 1923 in Lich Anna-Agnes Prinzessin zu Solms-Hohensolms-Lich (* 11. Januar 1899; † 8. September 1987). Das Paar hatte sechs Kinder:
- Philipp Friedrich Carl Graf zu Castell-Castell (1924–1944), gefallen
- Albrecht Graf zu Castell-Castell (1925–2016)
- Jutta Gräfin zu Castell-Castell (1927–1993)
- Elisabeth Gräfin zu Castell-Castell (1928–2018)
- Angelika Gräfin zu Castell-Castell (1933–2023)
- Christiana Gräfin zu Castell-Castell (* 1934)